# بویزی سیتی (اکلاهما)
بویزی سیتی(به انگلیسی: Boise City) شهری در ایالت اکلاهما کشور ایالات متحده آمریکا است که جمعیت آن در سرشماری سال ۲۰۱۰ میلادی، ۱٬۲۶۶ نفر بوده‌است.

## نگارخانه

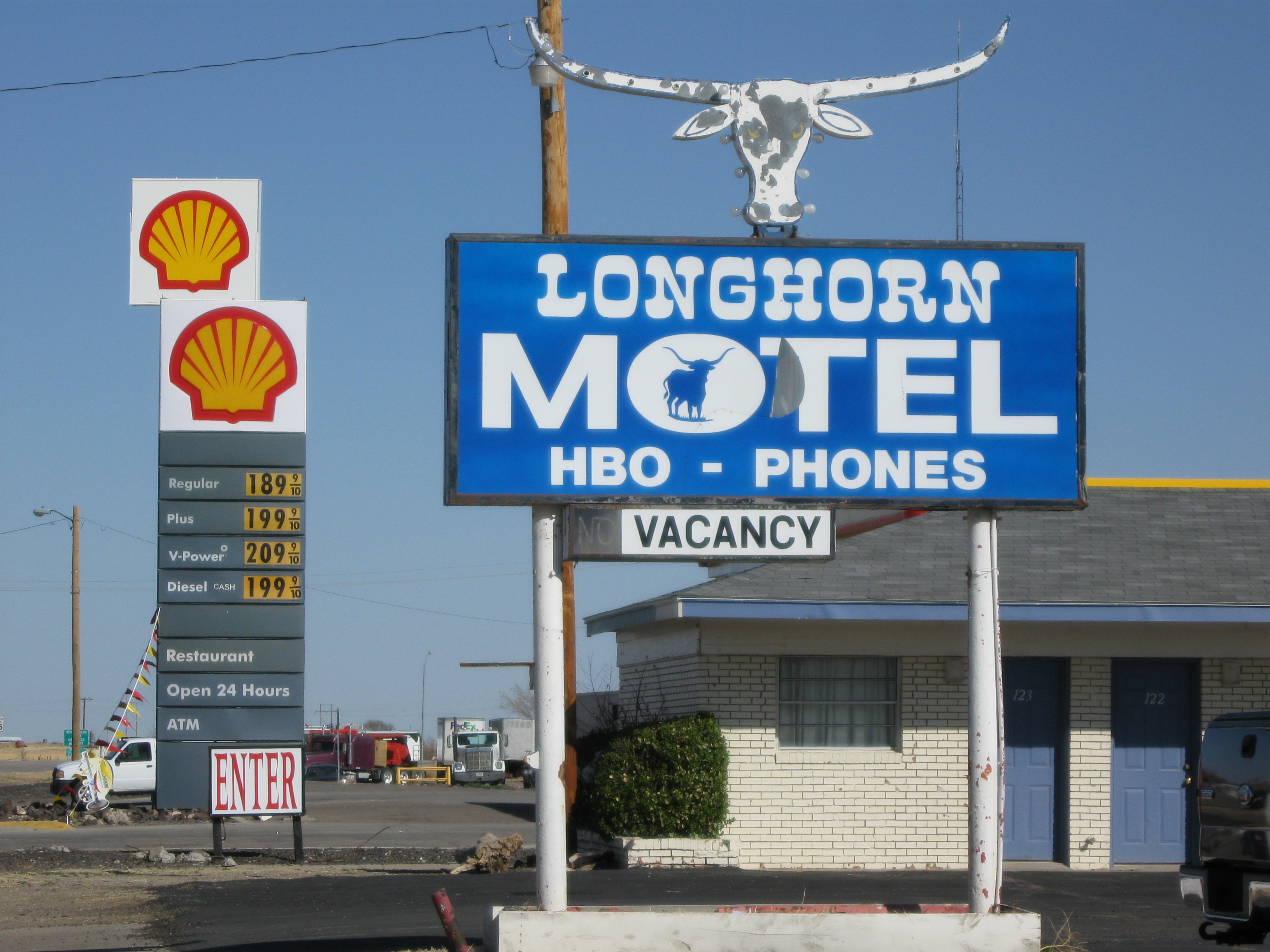
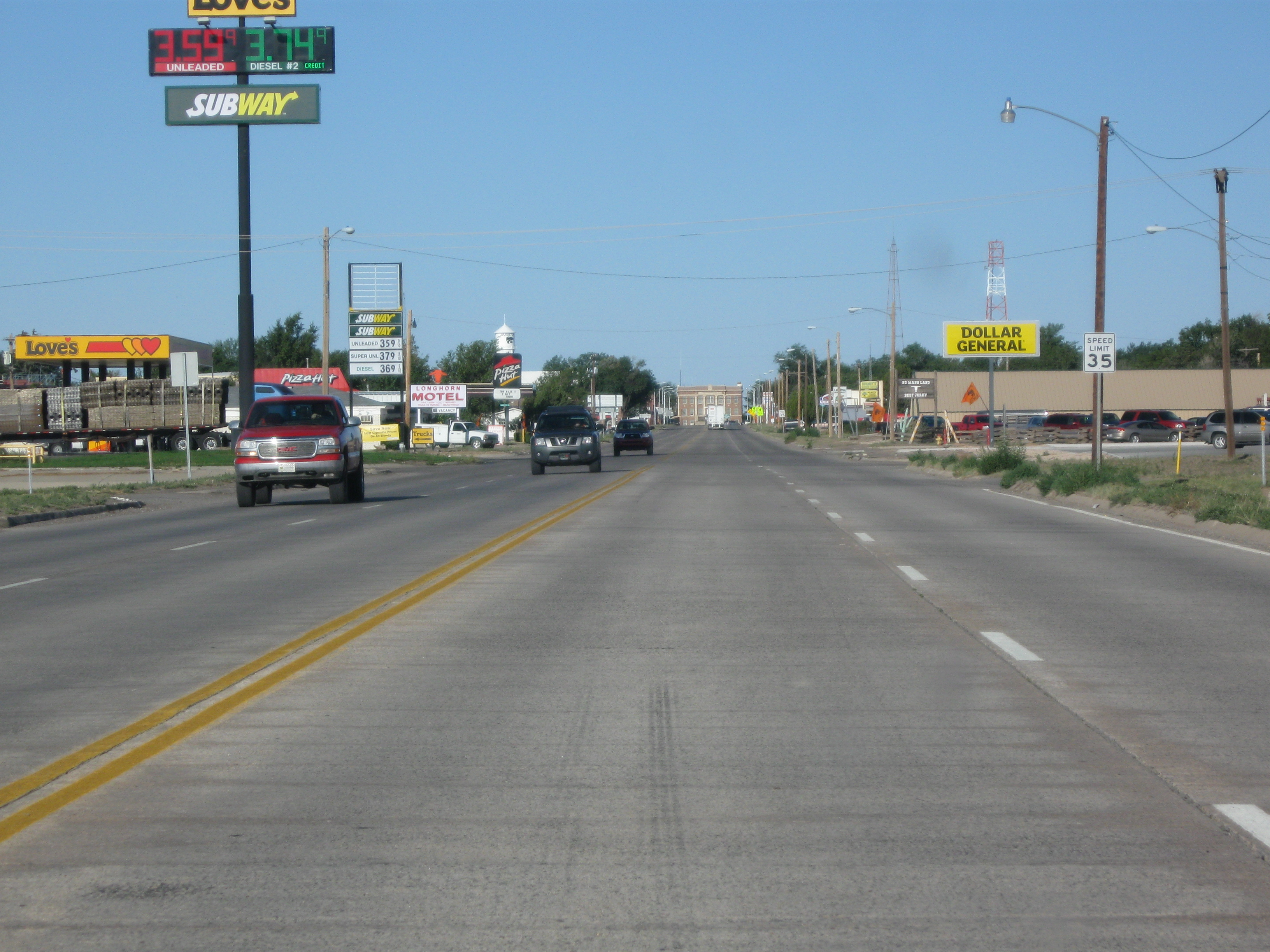
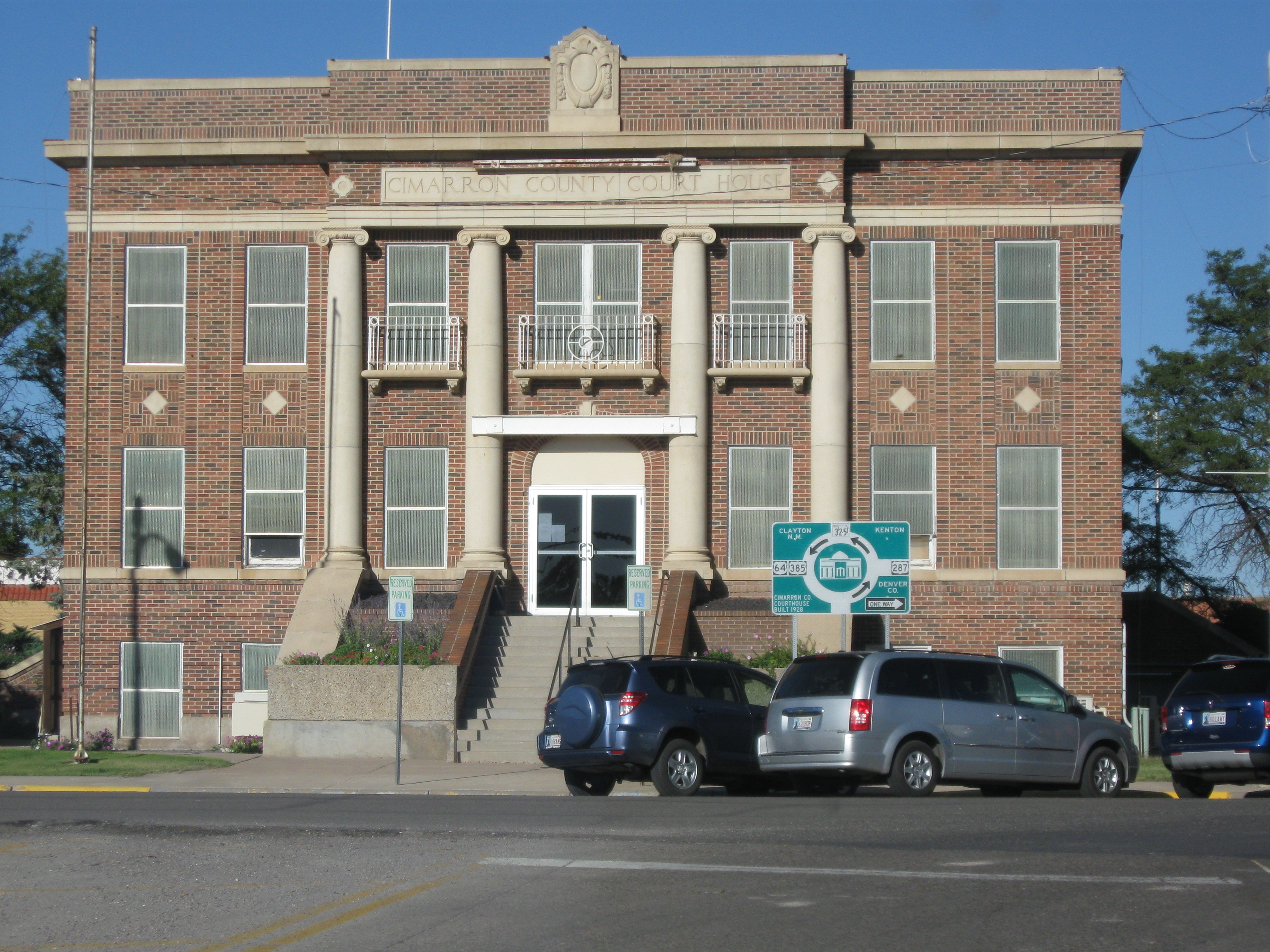